# 李松 (1967年)
李松（1967年12月—），男，北京人，中华人民共和国外交官，曾任中国常驻联合国日内瓦办事处和瑞士其他国际组织副代表、特命全权裁军事务大使，现任中华人民共和国常驻维也纳联合国和其他国际组织代表。

## 生平
李松毕业于外交学院。1992年，进入中华人民共和国外交部工作，先后在外交部国际司、常驻联合国日内瓦办事处和瑞士其他国际组织代表团、外交部军控司任职。2004年，任常驻联合国代表团参赞。2006年，任外交部军控司参赞，后升任外交部军控司副司长。2012年，任驻欧盟使团公使衔参赞。2015年，任驻南非大使馆公使。2018年，任外交部国际司公使。2019年1月，出任中国常驻联合国日内瓦办事处和瑞士其他国际组织副代表、特命全权裁军事务大使。2023年2月，出任中华人民共和国常驻维也纳联合国和其他国际组织代表。

## 家庭
已婚，有一女。